# Luleåi repülőtér
A Luleåi repülőtér (IATA: LLA, ICAO: ESPA) Svédország egyik nemzetközi repülőtere, amely Luleå község közelében található. Éves utasforgalma 1 201 384 fő (2018).

## Futópályák
A repülőtér futópályái:
- 14/32 (3350 m, 45 m, aszfalt)

## Forgalom
Az utasforgalom az elmúlt években az alábbi módon változott:
| Utasok száma | 902 431 | 930 170 | 954 445 | 1 066 839 | 1 106 413 | 1 140 244 | 1 197 550 | 1 201 384 | 420 231 | 912 169 |
|              | 2005    | 2007    | 2009    | 2011      | 2013      | 2014      | 2016      | 2018      | 2020    | 2022    |